# Giovanni Marchetti (poeta)
Giovanni Marchetti degli Angelini (Senigallia, 26 agosto 1790 – Bologna, 28 marzo 1852) è stato un poeta, politico e dantista italiano.

## Biografia
Nasce a Senigallia il 26 agosto 1790 dal cavaliere gerosolimitano Marco Marchetti degli Angelini e dalla contessa Maria Caterina Mariscotti di Bologna.
Frequenta il collegio dei Nobili di Parma dal 1804 sino alla sua soppressione. Nel 1806 compie gli studi di filosofia al Collegio Nazareno di Roma. Qui incontra, come compagno di studi, il suo concittadino Giovanni Maria Mastai Ferretti, che più tardi verrà eletto al soglio pontificio come Pio IX. Nel 1807 entra a far parte dell'Accademia dei Catenati di Macerata.
A seguito della morte del padre, nel 1808, viene richiamato a Bologna presso la madre, Qui incontra e frequenta Pietro Giordani e Giuseppe Mezzofanti che lo educano alla letteratura.
Nel 1811 lascia Bologna per Parigi, chiamato dall'avvocato Antonio Aldini che ricopre la carica di segretario di stato del Regno italico.
In questo periodo ha modo di conoscere Ennio Quirino Visconti e si sposa con la bolognese Ippolita Covelli.
Nel 1815 alla caduta di Napoleone, di cui era sostenitore, torna a Bologna. La sua delusione politica viene stemperata dagli studi, dalle amicizie e dagli affetti familiari. A Bologna incontra George Gordon Byron nel 1819 e Giacomo Leopardi nel 1825. Rinnova le frequentazioni con Pietro Giordani e il salotto di Cornelia Rossi Martinetti, una delle tre grazie del poemetto di Ugo Foscolo.
In questo periodo bolognese non partecipa alla vita politica, pur essendo un tiepido sostenitore del rinnovamento nazionale non prende parte ai Moti del 1830-1831. Nel 1832 fa parte di una delegazione cittadina, che chiede invano a Gregorio XVI miglioramenti e riforme.

### I componimenti letterari
Segue un periodo, durato fino al 1846, in cui si dedica alle lettere e alla poesia. Nel 1838 esce Una notte di Dante, un componimento poetico in quattro canti in terza rima, tra i più celebri della sua produzione dantesca, che segue un discorso dantesco del 1819 e il Discorso intorno allo stato presente della letteratura italiana del 1824.
Come traduttore di classici, si segnala per la versione poetica delle Odi di Anacreonte, edita a Bologna nel 1823.
Le Rime e prose vengono pubblicate a Bologna nel 1827 e in seconda edizione riveduta e ampliata a Napoli nel 1838.
Nel 1830 pubblica una raccolta di Alcune rime, tra le quali si distingue l'ode Sul traffico dei negri, che affronta l'argomento in chiave umanitaria e civile.

### Il ritorno nella scena politica
Nel 1846, in seguito alla morte di Gregorio XVI, su sollecitazione della marchesa Letizia Pepoli, sottoscrive una petizione di Marco Minghetti indirizzata al conclave per l'elezione di un papa in grado di soddisfare i bisogni della popolazione dello Stato Pontificio. L'elezione di Giovanni Maria Mastai-Ferretti, suo concittadino e compagno di studi, lo spinge ad andare a Roma. La sera del 1º gennaio 1847 viene eseguita presso il Palazzo Senatorio una sua "Cantata in onore di Pio IX", con musiche di Gioachino Rossini.
Nel dicembre 1847 viene eletto membro della Consulta di Stato. Il 4 maggio 1848 è nominato di Ministro degli Affari esteri secolari nel governo pontificio. Sempre nel maggio 1848 viene eletto al Consiglio dei deputati in rappresentanza del collegio di Senigallia. Il successivo 3 agosto cade il governo e deve lasciare la carica di ministro. Il 17 agosto 1848, a causa delle precarie condizioni di salute, Marchetti lascia la politica dimettendosi anche da deputato, e si ritira a vita privata, pur rimanendo a Roma sino alla partenza di Pio IX per Gaeta.

### Gli ultimi anni
Effigie

del Conte Giovanni Marchetti

qui posta dal Comune

a durabile memoria

del cittadino e poeta insigne

che

per la sapienza degli scritti

e la fama delle sue virtù

mantenne invidiato all’Italia

il tesoro de’ più nobili studi

MDCCCLXVIII
Ritorna a Bologna, dove ricopre l'incarico di prefetto della Biblioteca comunale dell'Archiginnasio dal 1847 al 1852. Qui una lapide e un busto ne ricordano il personaggio.
Muore il 28 marzo 1852. È sepolto nella Sala del Colombario del Cimitero Monumentale della Certosa di Bologna.

### Commemorazioni
- Il 1º aprile gli viene dedicato un necrologio nella Gazzetta di Bologna.
- I suoi amici bolognesi, un anno dopo la sua morte, pubblicano i suoi scritti nella raccolta A Giovanni Marchetti, tributo letterato italico.
- Nel 1868 la sua città natale tributa pubblici onori in sua memoria, l'8 novembre 1868 un suo busto, opera dello scultore bolognese Giovanni Putti, viene collocato nel palazzo municipale, insieme a questa epigrafe scritta dal professor Fronduti.

Giovanni Conte Marchetti

degli Angelini

patrizio senigalliese

sommo letterato e poeta

nacque in questa casa

il dì 26 agosto 1790

il Municipio pose
- Il 15 maggio 1878 il comune di Senigallia pone la seguente iscrizione nella sua casa natale, contestualmente gli dedica la via precedentemente chiamata San Martino. L'iscrizione andò distrutta in occasione del terremoto del 30 ottobre 1930 ma fu poi ripristinata negli anni '50, per volontà di Gino Cremonini, sulla facciata dell'edificio che oggi sorge sopra le fondamenta dell'originario Palazzo Marchetti degli Angelini.
- Targa sulla facciata di Palazzo Marchetti-Cremonini (casa natale a Senigallia)

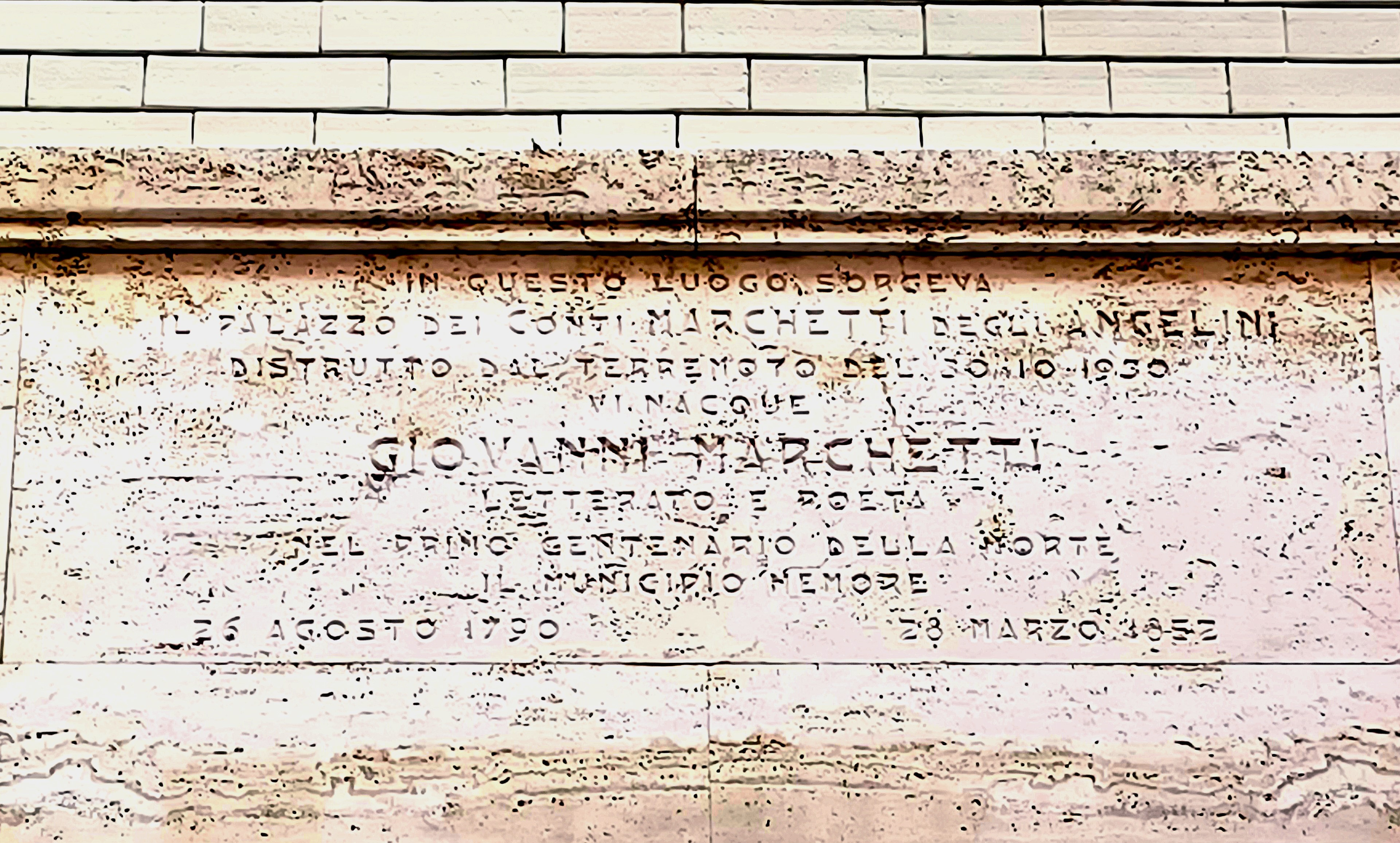
Targa sulla facciata di Palazzo Marchetti-Cremonini (casa natale a Senigallia)

Nel 1951, in preparazione del centenario della morte che sarebbe occorso nel 1952, viene istituito dal municipio senigalliese un comitato d'onore per le celebrazioni dell'anniversario che propone di intitolargli la locale scuola media, proposta che viene approvata all'unanimità dal consiglio dei professori del 5 novembre 1951.